# Antikorodal
Antikorodal je skupno ime ASTM za aluminijeve zlitine, okrajšava 6xxx. Zlitino karakterizira dobra korozijska odpornost, obdelovalnost, varilne ter spajkalne lastnosti. Kombinacija vseh teh lastnosti in sposobnosti omogoča uporabo zlitin za strojne dele in različne konstrukcije, uporabne v gradbeništvu.